# Руссескагет (Антарктида)
Руссескагет (норв. Russeskaget, буквально «Русский торт») — горный кряж и одновременно мыс в прибрежной части Восточной Антарктиды.

## Географическое положение
Горный кряж расположен на территории Берега Принцессы Астрид Земли Королевы Мод. Образует восточную окраину оазиса Ширмахера.

## Название
Название предложено и принято в географический словарь названий Антарктиды учёными Норвежского полярного института, которые назвали так горный массив в честь российских ученых, работающих на соседней научно-исследовательской станции Новолазаревская.

## Общая характеристика
По данным различных источников абсолютная отметка кряжа составляет 49 м. Окружающая территория на северо-востоке имеет плоский характер, а на юго-западе приобретает холмистый характер. Самая высокая точка в окрестностях имеет абс. высоту 503 метра и находится в 8,1 км к юго-западу от Руссескагета. В этом районе выявлено несколько озёрных котловин, в том числе озеро Предгорное.

## ссылки
- Цифровые данные высоты
- Погода Russeskaget